# Sokół Stanisławów
Sokół Stanisławów – polski klub piłkarski z siedzibą w mieście Stanisławów (obecnie Iwano-Frankiwsk na Ukrainie), działający w latach 1921–1928.

## Historia
Chronologia nazw:
- 1921: O.K.S. Sokół Stanisławów
- 1928: klub rozwiązano

Okręgowy Klub Sportowy Sokół został założony w Stanisławowie na początku lat 20. XX wieku i reprezentował Stanisławowski Okręg Polskiego Towarzystwa Gimnastycznego o tej samej nazwie "Sokół". W 1922 roku drużyna zadebiutowała w rozgrywkach Klasy C podokręgu Stanisławowskiego Lwowskiego OZPN. Po zwycięstwie w turnieju Sokoły otrzymały prawo do awansu. Przez kolejne sześć sezonów zespół ze zmiennym sukcesem rywalizował w Klasie B Lwowskiego OZPN. Dwukrotnie, odpowiednio w 1923 i 1924 r., klub został mistrzem podokręgu stanisławowskiego. Zespołowi nie udało się jednak zdobyć w turniejach kwalifikacyjnych awans do Klasy A.
Po zakończeniu sezonu 1928 klub z nieznanych przyczyn przestał istnieć. Część jego zawodników dołączyła później do szeregów innej lokalnej drużyny, Stanisławowii.

## Sukcesy
- Klasa B Mistrzostw Lwowskiego OZPN:
  - mistrz (2x): 1923, 1924 (podokręg stanisławowski)